# 罗田广
罗田广（1952年12月—2008年7月11日），男，江西人，中华人民共和国外交官，曾任中华人民共和国驻大阪总领事。

## 生平
1978年，进入中华人民共和国外交部工作，先后在中国人民对外友好协会、驻大阪总领事馆、外交部领事司、驻长崎总领事馆任职，期间在日本东北大学进修1年。1995年，任驻大阪总领事馆副总领事。1996年8月，出任中华人民共和国驻札幌总领事。1998年，任驻日本大使馆参赞。1999年，任外交部领事司副司长。2002年，升任外交部领事司司长。2006年2月，出任中华人民共和国驻大阪总领事。
2008年7月11日，在回国述职时在河北省遭遇车祸，意外去世。

## 家庭
已婚，有一子。